# Вячеслав Чанов
Вячеслав Чанов (на руски: Вячеслав Чанов) е съветски и руски футболист и треньор.

## Кариера
Той е най-големият син на известния вратар на Шахтьор Донецк Виктор Гаврилович Чанов. По-малкият му брат е съветския и украински футболист Виктор Чанов (1959-2017).
Майка му Клавдия Чанова се занимава с лека атлетика. В началото и Вячеслав се опитва да тренира плуване и гимнастика, но впоследствие става футболист. Той играе за Шахтьор Донецк, Торпедо Москва, Нефтчи Баку. През 1987 г. преминава в ЦСКА Москва.
За националния отбор на СССР има само един мач - през 1984 г. срещу отбора на ФРГ, в който пуска два гола.
През 1988 г. играе в Източна Германия за ГСВГ, а през 1990-1993 г. е титулярен вратар за Оптик Ратенов.
От 1995 г. работи като асистент в ЦСКА Москва. По време на работата си с отбора, той тренира и извежда до първия отбор вратари като Игор Акинфеев, Владимир Габулов, Вениамин Мандрикин.
През есента на 2014 г. е освободен от поста в първия отбор на ЦСКА Москва, от юли 2014 г. работи в юношеската академия със старшата възрастова група.
От януари 2017 г. е треньор на Арсенал Тула.